# Repräsentantenhaus (Myanmar)

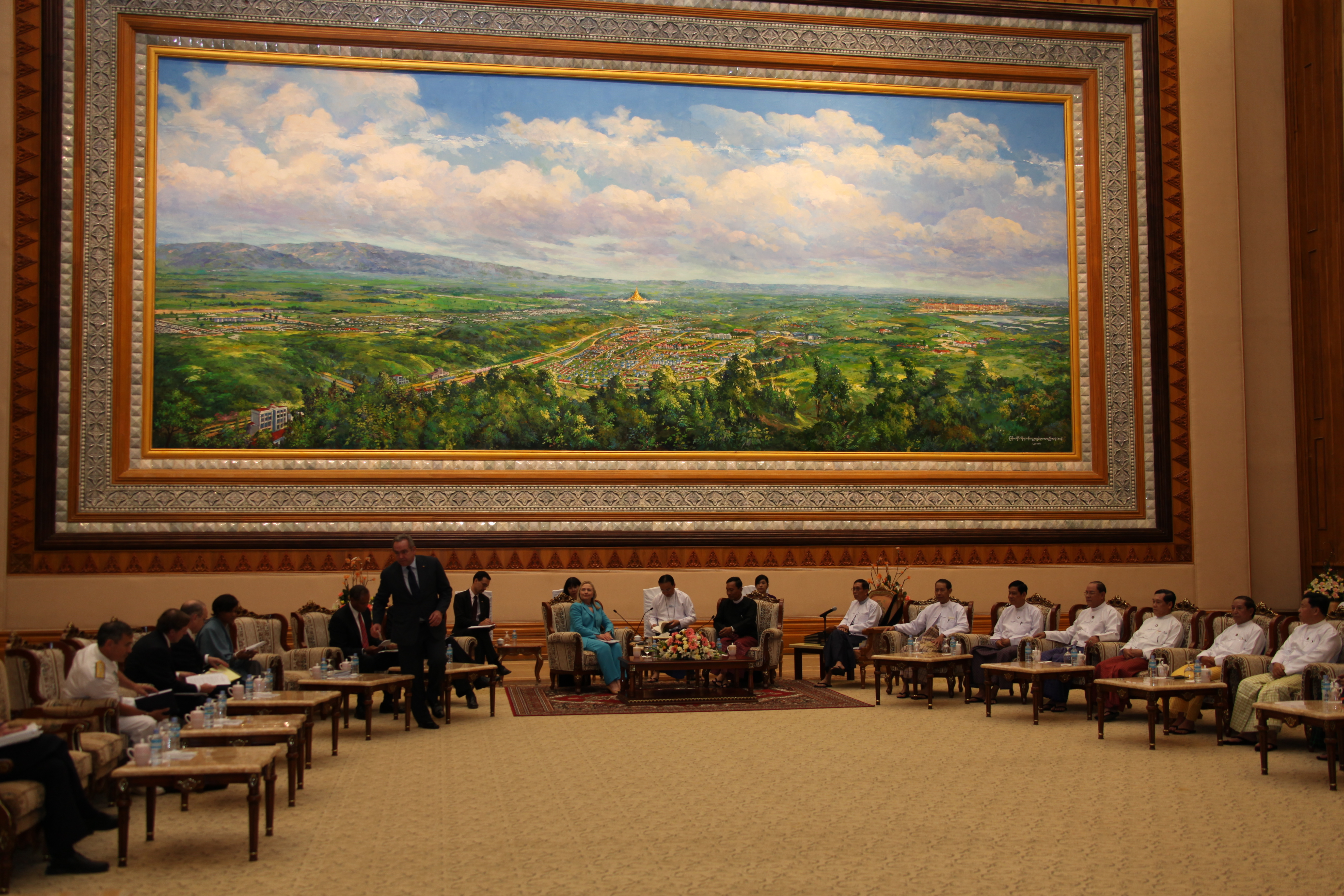
Hillary Clinton bei einer Konferenz im Repräsentantenhaus

Das Repräsentantenhaus (birmanisch ပြည်သူ့ လွှတ်တော် Pyithu Hluttaw, pjìðṵ l̥ʊʔtɔ̀) ist das Unterhaus der Versammlung der Union (Pyidaungsu Hluttaw), dem Zweikammerparlament von Myanmar.

## Beschreibung
Es besteht aus insgesamt 440 Mitgliedern, von denen 330 direkt gewählt und 110 von den Streitkräften von Myanmar ernannt werden. Die ersten Wahlen zum neuen Repräsentantenhaus fanden im November 2010 statt, die letzten Wahlen fanden mit den Nachwahlen am 1. April 2012 statt. Zu ihrer ersten Sitzung am 31. Januar 2011 wurde Thura Shwe Mann von der Solidaritäts- und Entwicklungspartei der Union (SEPU) zum Sprecher des Repräsentantenhauses gewählt, seine Stellvertreterin wurde Nanda Kyaw Swa, ebenfalls von der SEPU.
Die andere Kammer neben den Repräsentantenhaus ist das Haus der Nationalitäten.